# Turjak (Bosanska Gradiška, BiH)
Turjak je naseljeno mjesto u sastavu općine Bosanska Gradiška, Republika Srpska, BiH.

## Stanovništvo
| Turjak             |              |
| Godina popisa      | 1991.        |
| Srbi               | 392 (94,46%) |
| Hrvati             | 3 (0,72%)    |
| Muslimani          | 0            |
| Jugoslaveni        | 16 (3,86%)   |
| ostali i nepoznato | 4 (0,96%)    |
| ukupno             | 415          |